# 四宮鉄男
四宮 鉄男（しのみや てつお、1940年5月30日 - ）は、福岡県福岡市生まれ、ドキュメンタリー映画監督、テレビ演出家。

## 来歴
早稲田大学第一文学部社会学科を卒業。講談社に勤務するが、友人の泉田昌慶が黒木和雄監督の助監督だったことから、岩波映画製作所の演出家たちを中心にした同人組織「青の会」に入会。
1965年に講談社を退社し、フリーの助監督として土本典昭に師事する。1969年に岩波映画で『カラーの眼』を初演出。
のち、「日本リクルートセンター」、小泉修吉の「グループ現代」などで、教育・環境・障害者などに関わる、多数の作品を演出。
また、1970年代初期には「ある日のヨーロッパ」（フジテレビ）などのテレビのミニ番組も制作。1986年からは月刊ビデオマガジン「サクセスロード」も製作した。
また、「サクセスロード」での作業助手であった森田恵子も、映像作家として「べてるの家」のDVDなどを制作している。
弟子に五十嵐匠などがいる。

## 主な作品
- カラーの眼-光学ガラスからフジカまで-　1969
- くすり 1972
- 近くなる日本海-上越新幹線- 1972
- 海と日本人 1973
- おしゃべりな女の子たち 1973
- わたしたちの出発 1975
- 米を考える 1977
- 記録・授業-人間について- 1977（林竹二の授業記録）
- 記録・授業-開国- 1978（林竹二の授業記録）
- 車 マン・マシン・システム 1978
- JAPANESE STEEL 1979
- 日曜日の子供たち(製作) 1981
- はたらく 1983
- 教育の根底にあるもの-林竹二先生の講演の記録- 1984
- 洗う-洗濯の理論-　1984
- 鳥山先生と子供たちの11ケ月 1984
- 授業としての入学試験 1987
- みんなでワークショップ 1988
- せんせいはほほーっと宙に舞った-宮沢賢治の教え子たち- 1991
- 昭和を生きた有楽町ビル 1991
- 「ベリー　オーディナリー　ピープル」シリーズ 1995～（べてるの家の記録）
- ふるさとを生かす ふるさとに生きる 1999
- 森の贈りもの 川の贈りもの 2001
- シリーズ「精神分裂病を生きる」全10巻 2001～ （べてるの家の記録）
- 川を活かす 里を活かす 2002
- 海に幸 山の幸 2003
- 自分たちが住んでいるところは自分たちの手で 2004
- 子どもたちに手渡す地域の未来 2005
- 成瀬巳喜男　記憶の現場 2005
- わたしのニキ 2007
- 生きてこそ　償える　癒される　～ある犯罪被害者家族が語る｢死刑」～ 2007
- 友よ！　大重潤一郎　魂の旅 2014

## 著作
- とても普通の人たち ベリーオーディナリーピープル~浦河べてるの家から 北海道新聞社 2002.11